# Lamoha williamsi
Lamoha williamsi är en kräftdjursart som först beskrevs av Hisayoshi Takeda 1980.  Lamoha williamsi ingår i släktet Lamoha och familjen Homolidae. Inga underarter finns listade i Catalogue of Life.